# نور العالم نقية الدين
السلطانة نور العالم نقية الدين شاه (توفيت في 23 يناير 1678) كانت الحاكم الخامس عشر لآتشيه في شمال سومطرة، وحكمت من 1675 إلى 1678. كانت الثانية من بين أربع سلطنات يحكمن على التوالي.

## أصولها
توفيت السلطانة تاج العالم في أكتوبر 1675 دون أطفال أو أقارب معروفين. مرة أخرى اعتلت العرش امرأة وهي سري بارا بوتيري التي أخذت اسم السلطانة نور العالم نقية الدين شاه. المصادر المعاصرة لا تعطي أي إشارة إلى علاقتها بعائلة السلطانة السابقة. بحسب مخطوطة محفوظة في الجامعة الوطنية الماليزية، كانت ابنة مالك محمود قيس القهار شاه بن سليمان بن عبد الجليل ابن السلطان علاء الدين القهار. كان نجاح عهد تاج العالم المعتدل شجع على تتويج امرأة أخرى على العرش.

## فتره حكمها
تنسب السجلات تقسيم آتشيه إلى ثلاث مناطق إلى هذه السلطانة. عُرفت التقسيمات باسم المقيم الثاني والعشرون، والمقيم السادس والعشرون، والمقيم الخامس والعشرون. ومنذ ذلك الوقت، أصبح واجبًا أن تتم الموافقة على كل سلطان من قبل زعماء الثلاث مناطق. من بين الأحداث الأخرى التي وقعت في عهد نور العالم، تدمير مسجد بيت الرحمن الكبير وقصر السلطان في كوتاراجا في حريق عنيف، بالإضافة لفقدان عدد من الإرث الملكي والكنوز.
وفقًا لبعض السجلات كانت نور العالم أمًا لابنة تدعى بوتري راجا سيتيا، والتي خلفتها على العرش تحت اسم السلطانة زاكية الدين عناية شاه. في هذه الحالة ربما كانت نور العالم هي زوجة السلطان محمد شاه الذي ورد ذكره كوالد السلطانة عناية في السجل التاريخي الرسمي.